# Sigehard (Lüttichgau)
Sigehard († nach 908) war ein Graf im Lüttichgau und im Hennegau im 9. und 10. Jahrhundert.
Sigehard wird einer Urkunde des ostfränkischen Königs Ludwig dem Kind, ausgestellt am 9. Oktober 902, als Graf des Lüttichgaus genannt. In einer weiteren Urkunde desselben Königs vom 18. Januar 908 wird er als Graf des Hennegaus genannt. Danach ist nichts mehr zu ihm überliefert.
Wann Sigehard im Hennegau eingesetzt worden war, ist unklar. In Betracht wird das Jahr 898 gezogen, als Reginar I. von König Zwentibold aus Lotharingien verbannt wurde (siehe Vanderkindere). Auch Sigehards Todesjahr ist unbekannt, der nächste im Hennegau genannte Graf war Reginar II.